# Estadio Independencia (Estelí)
Het Estadio Independencia is een multifunctioneel stadion in Estelí, een stad in Nicaragua. 
Het stadion wordt vooral gebruikt voor voetbalwedstrijden, de voetbalclub Real Estelí maakt gebruik van dit stadion.  Tijdens het CONCACAF Champions League van 2012/13 vonden er enkele groepswedstrijden in dit station plaats. In het stadion is plaats voor 4.800 toeschouwers. In april 2004 ging er een explosief af tijdens de wedstrijd tussen Real Estelí en Diriangén. Veertien mensen raakten daarbij gewond.